# Aldeia Nova do Cabo
Aldeia Nova do Cabo é uma localidade portuguesa do Município do Fundão que foi sede da extinta Freguesia de Aldeia Nova do Cabo, freguesia que tinha 9,61 km² de área e 600 habitantes (2011), e, por isso, uma densidade populacional de 60,1 hab/km².
A Freguesia de Aldeia Nova do Cabo foi extinta em 2013, no âmbito de uma reforma administrativa nacional, para, em conjunto com as Freguesias de Fundão, Valverde, Donas e Aldeia de Joanes, formar uma nova freguesia denominada União das Freguesias de Fundão, Valverde, Donas, Aldeia de Joanes e Aldeia Nova do Cabo.

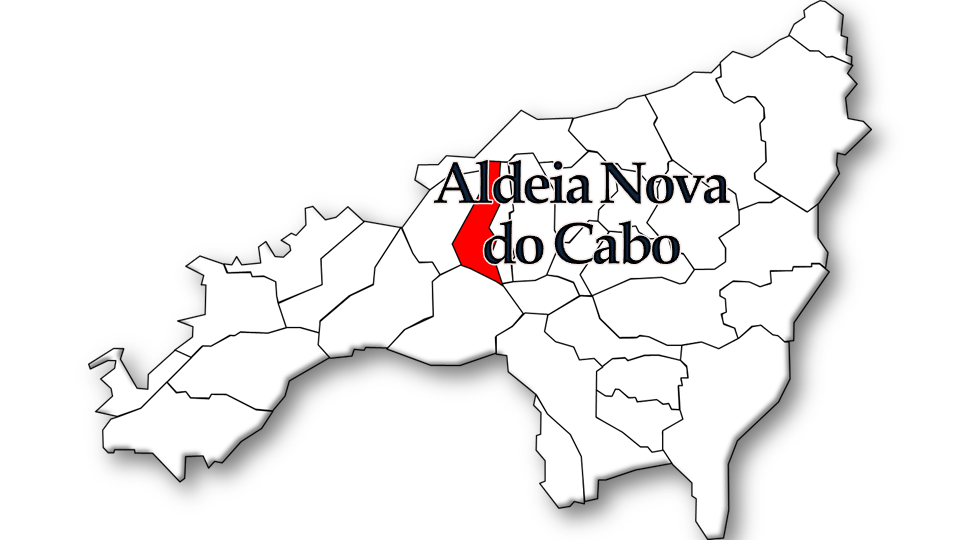
Localização no Município do Fundão

## População
| População da freguesia de Aldeia Nova do Cabo | População da freguesia de Aldeia Nova do Cabo | População da freguesia de Aldeia Nova do Cabo | População da freguesia de Aldeia Nova do Cabo | População da freguesia de Aldeia Nova do Cabo | População da freguesia de Aldeia Nova do Cabo | População da freguesia de Aldeia Nova do Cabo | População da freguesia de Aldeia Nova do Cabo | População da freguesia de Aldeia Nova do Cabo | População da freguesia de Aldeia Nova do Cabo | População da freguesia de Aldeia Nova do Cabo | População da freguesia de Aldeia Nova do Cabo | População da freguesia de Aldeia Nova do Cabo | População da freguesia de Aldeia Nova do Cabo | População da freguesia de Aldeia Nova do Cabo |
| --------------------------------------------- | --------------------------------------------- | --------------------------------------------- | --------------------------------------------- | --------------------------------------------- | --------------------------------------------- | --------------------------------------------- | --------------------------------------------- | --------------------------------------------- | --------------------------------------------- | --------------------------------------------- | --------------------------------------------- | --------------------------------------------- | --------------------------------------------- | --------------------------------------------- |
| 1864                                          | 1878                                          | 1890                                          | 1900                                          | 1911                                          | 1920                                          | 1930                                          | 1940                                          | 1950                                          | 1960                                          | 1970                                          | 1981                                          | 1991                                          | 2001                                          | 2011                                          |
| 810                                           | 1 026                                         | 892                                           | 965                                           | 1 065                                         | 1 052                                         | 1 044                                         | 1 067                                         | 1 104                                         | 1 128                                         | 796                                           | 614                                           | 815                                           | 683                                           | 600                                           |

## Património
- Igreja Matriz ou Igreja de Nossa Senhora ao Pé da Cruz
- Capelas de Santo Antonio, do calvario ou S.Francisco, S.Joao, S.Barnabe, S.Miguel Arcanjo e Capela do Espirito Santo.
- Solar dos Condes de Tondela e Aragão
- Casas do Outeiro, do Terreiro, de Alvaiázeres de Nossa Senhora de Fátima
- Casa do Cimo - Casa do século XVIII (Turismo de Habitação)